# Sphenacodontia
A Sphenacodontia annak a kládnak a neve, amelyhez a Sphenacodontidae ősállatok tartoznak és minden leszármazottjuk, beleértve az emlősöket is. Megkülönböztető jegyeik a felső állkapocsban, a belső felületén a nagy elülső fogak felett láthatóan megvastagodott maxilla csont és a mély ágyakban elhelyezkedő premaxilla fogak. Az emlősszerűek minden más kládjában ezek a fogak sekély fogágyban vannak.
A korai Sphenacodontia átmeneti evolúciós sort képeznek a korai pelycosaurusoktól a korai Therapsidák (az emlősszerűek egyik ága) felé, amelyek a fejlettebb formák és végső soron az emlősök ősei. Proto-therapsidáknak is nevezik őket.

## Taxonómiájuk és filogenetikájuk
- Osztály Synapsida
- REND PELYCOSAURIA
  - Alrend Eupelycosauria
    - Sphenacodontia (benne a parafiletikus Sphenacodontidae)
      - Haptodus
        - Palaeohatteria
          - Pantelosaurus
            - Cutleria
              - Sphenacodontoidea
                - Család Sphenacodontidae (sensu stricto)
                  - Ctenospondylus
                  - Dimetrodon
                  - Secodontosaurus
                  - Sphenacodon

                - Család Tetraceratopsidae
                  - REND THERAPSIDA
                    - Osztály Emlősök (Mammalia)